# Mary Hunter Austin
Mary Hunter Austin (9 de septiembre de 1868-13 de agosto de 1934) fue una escritora estadounidense. Su clásico The Land of Little Rain (1903) (La tierra de la pequeña lluvia) describe la fauna, flora y los habitantes de la región entre la Sierra Nevada y el Desierto de Mojave en el sur de California. Fue una prolífica novelista, poeta y crítica, y una de las primeras feministas y defensoras de los derechos humanos en los Estados Unidos.
Falleció el 13 de agosto de 1934 en Santa Fe, Nuevo México. El monte Mary Austin, en la Sierra Nevada, fue nombrado en su honor. Está ubicado a 8.5 millas al occidente de su antiguo hogar en Independence, California. Una biografía fue publicada en 1939.

## Legado

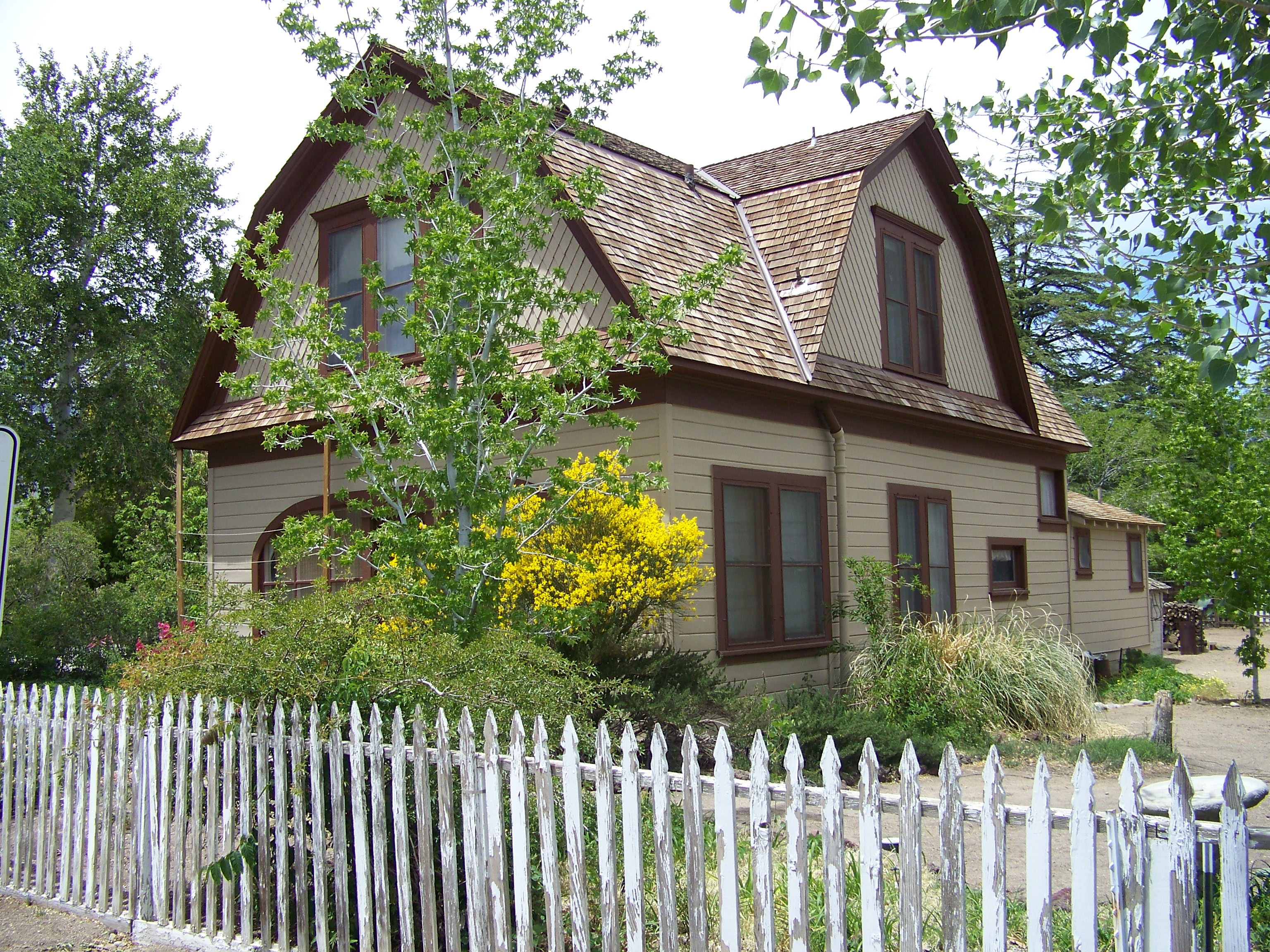
Mary Hunter Austin escribió sobre su hogar en Independence, California, en The Land of Little Rain.

- Una edición de 1950 de The Land of Little Rain y una edición de 1977 de Taos Pueblo, cada una con fotografías de Ansel Adams.
- La casa Austin en Independence, California es ahora un lugar histórico.
- Una obra para televisión de The Land of Little Rain fue escrita por Doris Baizley y presentada en 1989. Fue protagonizada por Helen Hunt.

## Trabajos seleccionados
- The Land of Little Rain (1903)[5]
- The Basket Woman (1904)
- The Flock (1906)
- Santa Lucia (1908)
- Lost Borders, the people of the desert (1909)
- The Arrow Maker (1911)
- A Woman of Genius (1912)
- Fire: a drama in three acts (1914)[6]
- The Ford (1917)
- Lands of the Sun (1927)
- Cactus Thorn (1927)
- Taos Pueblo (1930)
- One-Smoke Stories (1934)